# Tectarius antonii
Tectarius antonii är en snäckart som först beskrevs av Philippi 1846.  Tectarius antonii ingår i släktet Tectarius och familjen strandsnäckor. Inga underarter finns listade i Catalogue of Life.